# Batha (ort i Libanon, Libanonberget)
Batha är en ort i Libanon.   Den ligger i guvernementet Libanonberget, i den centrala delen av landet, 19 kilometer nordost om huvudstaden Beirut. Batha ligger 567 meter över havet och antalet invånare är 816.
Terrängen runt Batha är varierad. Havet är nära Batha åt nordväst. Runt Batha är det mycket tätbefolkat, med 1 819 invånare per kvadratkilometer.. Närmaste större samhälle är Beirut, 19,1 kilometer sydväst om Batha. 